# A szökés (3. évad)
A szökés harmadik évada csak 13 epizódból áll, és szintén az előző évad fináléjától folytatódik, ahol szinte mindegyik főszereplő Panamában köt ki, köztük jó néhányan börtönben.
Michael ezúttal a Cégtől kap egy megbízatást, miszerint meg kell szöktetnie egy James Whistler nevű rabot a Sonából, egy panamai börtönből, vagy megölik Sarah-t és LJ-t (Lincoln fiát). Linc kívülről segíti Michaelt. Az évad során több új főszereplőt is megismerhetünk, akik egykor jó, máskor viszont rossz oldalra állnak. Az évad eredetileg ugyancsak 22 epizódból állt volna, az Amerikai Írók Céhe (WGA) sztrájkja miatt rövidítették le 13-ra.

## Szereplők
- Dominic Purcell - Lincoln Burrows
- Wentworth Miller - Michael Scofield
- Amaury Nolasco - Fernando Sucre
- Wade Williams  - Brad Bellick
- Robert Knepper - Theodore "T-Bag" Bagwell
- Rockmond Dunbar - Benjamin Miles "C-Note" Franklin
- William Fichtner - Alexander Mahone FBI-ügynök
- Chris Vance - James Whistler
- Robert Wisdom -  Norman "Lechero" St. John
- Danay Garcia - Sofia Lugo
- Jodi Lyn O'Keefe - Gretchen Morgan

## Epizódok
2007. szeptember 17-étől kezdve vetítik az Egyesült Államokban. Az évadnyitó epizód első 17 percét a FOX saját weboldalán közzétette az Egyesült Államok nézőinek, de proxyk használatával Magyarországról is elérhető volt. Magyarországon 2008. június 30-án kezdte az RTL Klub vetíteni hétfő esténként 21:15-től.
Az eredetileg 22 részesre tervezett évad az amerikai írósztrájk miatt 13 részesre rövidült.
| #  | Magyar cím | Eredeti cím           | Író                            | Rendező          | Hazai premier RTL Klub | Eredeti premier FOX  | Prod. # |
| -- | --- | --------------------- | ------------------------------ | ---------------- | ---------------------- | -------------------- | ------- |
|    | |                       |                                |                  |                        |                      |         |
| 1  | „Zsarolási hadjárat” | „Orientación”         | Paul Scheuring                 | Kevin Hooks      | 2008. június 30.       | 2007. szeptember 17. | 3AKJ01  |
| 1  | Michael, Mahone, Zsebes és Bellick egy bizonyos Sona nevű börtönbe kerül, amit egy lázadás óta csak kívülről őriznek. A börtön feketebőrű "nagyfőnöke", Norman St. John/Lechero különböző bánásmódban részesíti a négy új elítéltet. Eközben Lincoln Sara után nyomoz. |                       |                                |                  |                        |                      |         |
|    | |                       |                                |                  |                        |                      |         |
| 2  | „Tűz és Víz” | „Fire/Water”          | Matt Olmstead                  | Bobby Roth       | 2008. július 7.        | 2007. szeptember 24. | 3AKJ02  |
| 2  | Michael beszél a csatornában élő James Whistlerrel. Zsebes Lechero mellé szegődik, Mahone pedig megkísérli feláldozni Whistlert, hogy kijuthasson a börtönből. A Sona vízkészletét elzárják, ami konfliktusokhoz vezet. Sucre Maricruz nyomára bukkan. Lincolnt megzsarolja egy Gretchen Morgan nevű nő a Cégtől: ha Michael nem juttatja ki a börtönből Whistlert, megölik az elfogott LJ-t és Sarát. |                       |                                |                  |                        |                      |         |
|    | |                       |                                |                  |                        |                      |         |
| 3  | „A kapcsolat” | „Call Waiting”        | Zack Estrin                    | Milan Cheylov    | 2008. július 14.       | 2007. október 1.     | 3AKJ03  |
| 3  | Michael beszélni akar Sarával telefonon, ezért Zsebes segítségét kéri. Lincoln megtalálja LJ-t és Sarát, ám a Cég emberei elmenekülnek a két tússzal. Mahone rossz híreket kap ügyvédjétől, míg Bellick ellenséget szerez magának a börtönben. |                       |                                |                  |                        |                      |         |
|    | |                       |                                |                  |                        |                      |         |
| 4  | „Beszervezés” | „Good Fences”         | Nick Santora                   | Michael Switzer  | 2008. július 21.       | 2007. október 8.     | 3AKJ04  |
| 4  | Miután Lincoln csomagot kap a Cégtől rájön, hogy halálosan komolyak. Michael új szökési terve az áramon múlik. Zakkant visszatér a holtak sorából, hogy a zavart Mahone-t kísértse. Zsebes és Bellick különleges figyelmet kap Lecherótól. |                       |                                |                  |                        |                      |         |
|    | |                       |                                |                  |                        |                      |         |
| 5  | „Zavaró tényezők” | „Interference”        | Karyn Usher                    | Karen Gaviola    | 2008. július 28.       | 2007. október 22.    | 3AKJ05  |
| 5  | Új rab érkezik a börtönbe, aki azt állítja, ismeri Whistlert. Lincoln felkészül egy tengeri szökési tervre Sofiával, Susan megváltoztatja a szökési időpontot. Zsebes legújabb csábításával kísérti a sorsot, Sucre pedig kísérletezik, hogy a Sonába csempésszen néhány árucikket. |                       |                                |                  |                        |                      |         |
|    | |                       |                                |                  |                        |                      |         |
| 6  | „Célfotó” | „Photo Finish”        | Seth Hoffman                   | Kevin Hooks      | 2008. augusztus 4.     | 2007. november 5.    | 3AKJ06  |
| 6  | Mivel veszélyezteti a szökést, Mahone megöli az új férfit, így a börtönben ismét konfliktusok kezdődnek. Miután megtudja, hogy Sara halott, Michael párbajra hívja Whistlert. Mahone ajánlatot kap az FBI-tól. |                       |                                |                  |                        |                      |         |
|    | |                       |                                |                  |                        |                      |         |
| 7  | „Életben maradni” | „Vamonos”             | Zack Estrin, Kalinda Vazquez   | Vincent Misiano  | 2008. augusztus 11.    | 2007. november 5.    | 3AKJ07  |
| 7  | Michael és Whistler belevág a szökésbe, ám az őrök miatt kénytelenek lesznek visszamászni. Kényszerpárbajba kezdenek, amit később a katonaság zavar meg. Mahone beleegyezik a Cég elleni tanúskodásba. Lechero is beszáll a szökésbe. |                       |                                |                  |                        |                      |         |
|    | |                       |                                |                  |                        |                      |         |
| 8  | „A tisztítótűz” | „Bang and Burn”       | Christian Trokey, Nick Santora | Bobby Roth       | 2008. augusztus 18.    | 2007. november 12.   | 3AKJ08  |
| 8  | Susan megbízza Whistlert, végezzen Michaellel. Miután ez nem sikerül, a Cég megtámadja helikopterekkel a börtönt, hogy kihozzák Whistlert. Az akció nem sikerül, Michael pedig bajba kerül: a katonaság valamiért kihozza a börtönből. Lincoln, Sucre és Sofia élete veszélyben forog Susan emberei miatt.                                                                                             |                       |                                |                  |                        |                      |         |
|    | |                       |                                |                  |                        |                      |         |
| 9  | „A trónkövetelő” | „Boxed In”            | Karyn Usher                    | Craig Ross       | 2008. augusztus 25.    | 2008. január 14.     | 3AKJ09  |
| 9  | Michael és Whistler elmond mindent a szökési kísérlettel kapcsolatban a Sona új vezetőjének, aki elfogja Susant, mialatt a nő Lincolnnal találkozik. A Sonában egyre jobban érződik a hatalomátvétel szele. Sammy egyre inkább azon van, hogy kivonja Lecherót a forgalomból. Mahone visszakerül a Sonába, miközben Bellicket párbajra hívják. Az új tábornok magánakciója váratlan fordulatot vesz.   |                       |                                |                  |                        |                      |         |
|    | |                       |                                |                  |                        |                      |         |
| 10 | „Hatalomátvétel” | „Dirt Nap”            | Matt Olmstead, Seth Hoffmann   | Michael Switzer  | 2008. szeptember 1.    | 2008. január 21.     | 3AKJ10  |
| 10 | Sammy átveszi a hatalmat a börtönben, és hajtóvadászatot indít Scofield után. Míg Zsebes azon ügyködik, hogy bekerüljön a szökésbe, Bellick vakmerő lépésre szánja magát - szintén a csapatba kerülés miatt. Lincoln, Sucre és Sofia azon ügyködik, hogyan tudnák kivonni a forgalomból Susant. Sammy és bandája megtalálja Michaeléket, ám végül Lechero segítségével "leölik" a bandát.              |                       |                                |                  |                        |                      |         |
|    | |                       |                                |                  |                        |                      |         |
| 11 | „Startra készen!” | „Under and Out”       | Zack Estrin                    | Greg Yaitanes    | 2008. szeptember 8.    | 2008. február 4.     | 3AKJ11  |
| 11 | Egy vihar miatt Michael előbbre hozza a szökést. Lincoln és Sucre a szökést készítik elő, ám a hatóságok valamiért elfogják Sucrét. A szökésbe a fiatal McGrady is beszáll. Eljön a szökés ideje, ám a csapat két felé szakad: Lechero, Bellick és Zsebes akar ugyanis előbb indulni. |                       |                                |                  |                        |                      |         |
|    | |                       |                                |                  |                        |                      |         |
| 12 | „Menny és Pokol” | „Hell or High Water”  | Nick Santora                   | Kevin Hooks      | 2008. szeptember 15.   | 2008. február 11.    | 3AKJ12  |
| 12 | A szökés során Lecherót meglövik, majd Bellickkel és Zsebessel együtt visszaviszik a börtönbe. Michaeléknek sikerül megszökniük, majd találkoznak Lincolnnal. Sucre kilétére rájönnek a hatóságok. McGrady apjával folytatja tovább útját, míg Michaelék a Cég elől menekülnek. Mikor Lincoln végezni akar Mahone-nal, Whistler ellopja az autójukat.                                                  |                       |                                |                  |                        |                      |         |
|    | |                       |                                |                  |                        |                      |         |
| 13 | „Lezáratlan ügy” | „The Art of the Deal” | Matt Olmstead, Seth Hoffman    | Nelson McCormick | 2008. szeptember 22.   | 2008. február 18.    | 3AKJ13  |
| 13 | Egy ismerős arc a Sona rabja lesz, míg egy másik örökre eltűnik. Michael és Lincoln elfogják, majd kicserélik Whistlert LJ-re, ám Gretchen emberei lövöldözni kezdenek és Sofia megsebesül. Mahone Whistler és Gretchen szolgálatába áll. Michael elindul, hogy bosszút álljon Saráért. |                       |                                |                  |                        |                      |         |